# Rosenau Head
Das Rosenau Head ist steiles, eisbedecktes Kliff an der Oates-Küste des ostantarktischen Viktorialands. In den Bowers Mountains ragt es an der Ostflanke des Barber-Gletschers auf. 
Kartografisch erfasst wurde es bei Vermessungsarbeiten des United States Geological Survey und mithilfe von Luftaufnahmen der United States Navy von 1960 bis 1962. Das Advisory Committee on Antarctic Names benannte es 1970 nach Darrell D. Rosenau von der US Navy, einem Elektriker auf der Amundsen-Scott-Südpolstation im Jahr 1965.